# Pieter van Ruyven (1651-1719)

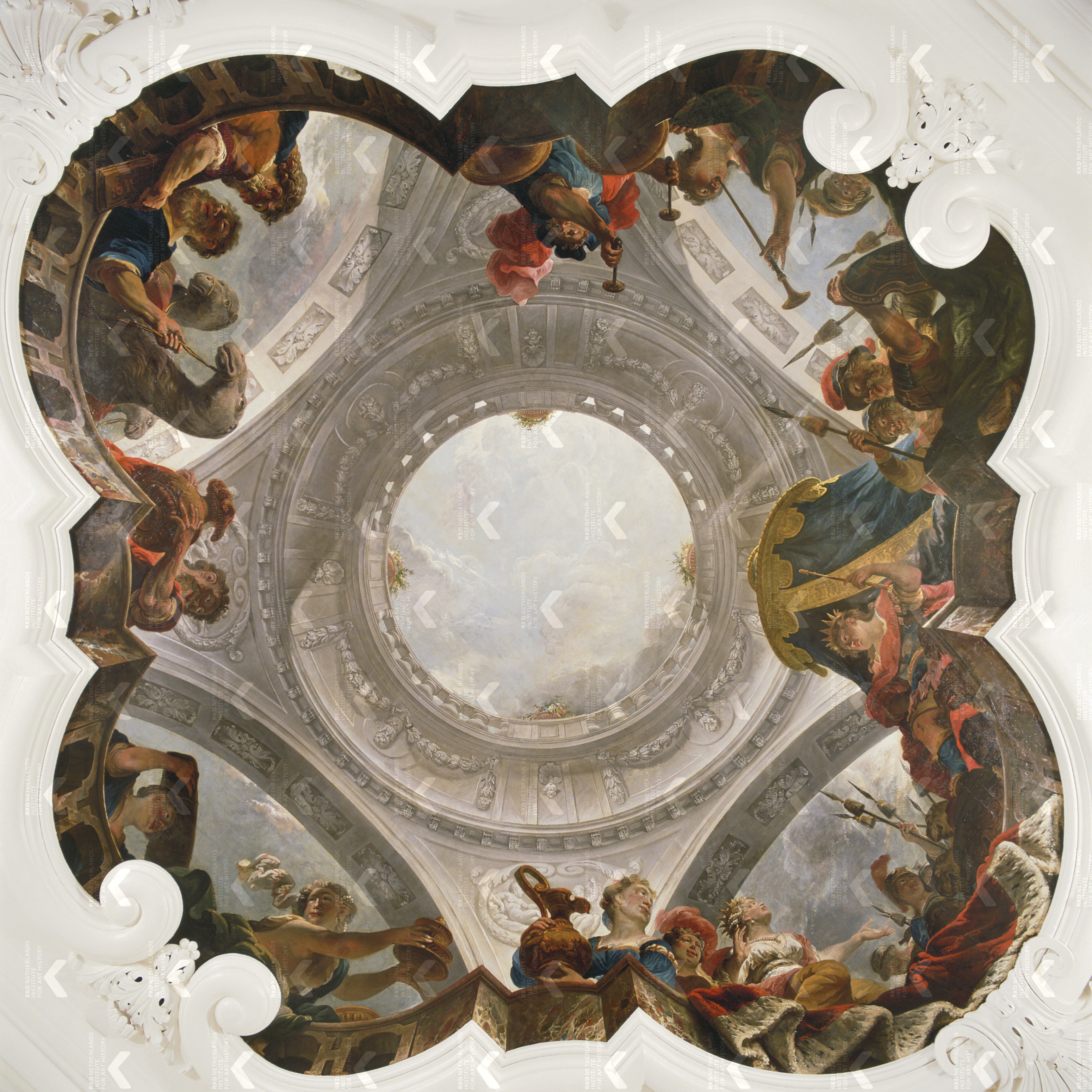
Plafondschildering met illusionistische koepel (Pieter van Ruyven, jaren 1710)

Pieter van Ruyven (Delft, 7 maart 1651 – aldaar, 17 mei 1719) was een Noord-Nederlandse decoratieschilder van interieurs, kunstschilder en mezzotintkunstenaar. Zijn oeuvre omvatte onder andere portretten, stillevens en dierenvoorstellingen.
Van Ruyven is waarschijnlijk in Delft geboren, hoewel hij niet in doopregisters voorkomt. Hij was de kleinzoon van Willem Jacobsz. Delff. Hij wordt ook Pieter Jansz van Ruyven genoemd, en is waarschijnlijk de zoon van Jan Harmensz. van Ruyven en Christina Delff. In 1673 trouwde hij met Barbara van Schinne.
Hij ontving zijn opleiding als leerling van Willem Doudijns en mogelijk van Jacob Jordaens. Van Ruyven werkte in Antwerpen en Den Haag voordat hij zich opnieuw in Delft vestigde, waar hij op 23 mei 1672 als meester in het Sint-Lucasgilde werd aangenomen. Hij bekleedde verschillende bestuursfuncties binnen het gilde en was betrokken bij de decoraties voor de feestelijke intocht van Willem III als koning van Engeland in Den Haag (1691). Daarnaast werkte hij mee aan de decoratie van Paleis Het Loo. Van 1703 tot 1714 was hij actief in Leiden. 
Van Ruyven woonde in de Wijnstraat in Delft. Hij overleed in 1719 en werd begraven in de Oude Kerk, naast zijn vrouw.
- Biografisch Portaal: 73913658
- Digitale Bibliotheek voor de Nederlandse Letteren: reuv004
- RKD-Nederlands Instituut voor Kunstgeschiedenis: 69084
- Union List of Artist Names: 500015495
- Virtual International Authority File: 95776058